# Eusimonia divina
Espèce
Synonymes
- Karschia demokidovi Birula, 1935

Eusimonia divina est une espèce de solifuges de la famille des Karschiidae.

## Distribution
Cette espèce se rencontre en Iran, en Afghanistan, au Turkménistan, en Ouzbékistan et au Kazakhstan.

## Description
Le mâle mesure 10 mm et la femelle 10 mm.

## Publication originale
- Birula, 1935 : Über eine neue Eusimonia-Art (Solifuga) aus Nord-Persien. Bulletin de l’Académie des Sciences de l’URSS, vol. 28, p. 1217–1222.